# Jere Haapalainen
Jere Julius Haapalainen (* 30. Juli 2004 in Tampere) ist ein finnischer Sprinter und Hürdenläufer, der sich auf die 400-Meter-Distanz spezialisiert hat.

## Sportliche Laufbahn
Erste internationale Erfahrungen sammelte Jere Haapalainen im Jahr 2023, als er bei den U20-Europameisterschaften in Jerusalem in 50,02 s die Goldmedaille im 400-Meter-Hürdenlauf gewann und mit der finnischen 4-mal-400-Meter-Staffel in 3:10,04 min den achten Platz belegte. Im Jahr darauf schied er bei den Europameisterschaften in Rom mit 52,18 s im Vorlauf über die Hürden aus. 2025 schied er bei den U23-Europameisterschaften in Bergen mit 51,11 s im Halbfinale aus.
2023 wurde Haapalainen finnischer Meister im 400-Meter-Hürdenlauf.

## Persönliche Bestzeiten
- 400: Meter 47,51 s, 22. Juli 2023 in Oslo
  - 400 Meter (Halle): 47,45 s, 17. Februar 2024 in Tampere
- 400 m Hürden: 50,02 s, 10. August 2023 in Jerusalem